# Ordine reale della Corona delle Hawaii
L'Ordine reale della Corona delle Hawaii è stato un ordine cavalleresco hawaiano.

## Storia
L'ordine venne fondato nel luglio 1848 dal re Kamehameha III come "ordine della Corona e della croce". Venne riformato e ampliato dal re Kalākaua il 12 settembre 1882 per premiare i meriti e i servizi resi allo Stato o al sovrano.

## Classi

### 1848-1865
L'ordine veniva concesso in una classi ordinarie più una straordinaria come segue:
- Cavaliere di gran croce
- Cavaliere di croce

| Nastri (1848-1865) |                         |
| Cavaliere di croce | Cavaliere di gran croce |

### 1875-1892
L'ordine veniva concesso in sei classi ordinarie più una straordinaria come segue:
- Cavaliere di gran croce (20 membri)

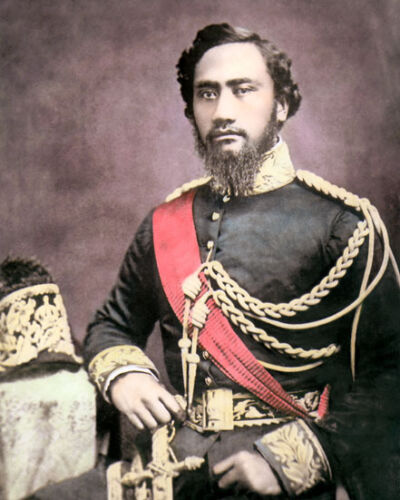
Kamehameha IV delle Jawaii Cavaliere di Gran Croce prima del 1875 quando i nastri furono cambiati.

- Grand'ufficiale (25 membri)
- Commendatore (30 membri)
- Ufficiale (35 membri)
- Compagno (45 membri)
- Medaglia d'oro (militare)
- Kamehameha IV delle Jawaii Cavaliere di Gran Croce prima del 1875 quando i nastri furono cambiati.Medaglia d'argento (civile)

| Nastri (1875-1892)          |                           |          |              |                 |                         |
| Medaglia d'argento (civile) | Medaglia d'oro (militare) | Compagno | Commendatore | Grand'ufficiale | Cavaliere di gran croce |

## Insegne
- Il nastro era completamente rosso, prima della riforma, e bianco con due strisce azzurre, dopo la riforma.